# 鼎駅
鼎駅（かなええき）は、長野県飯田市鼎中平にある、東海旅客鉄道（JR東海）飯田線の駅である。

## 歴史
- 1926年（大正15年）12月17日：伊那電気鉄道伊那八幡 - 飯田間延伸時に開設[1][2]。一般駅[2]。
- 1943年（昭和18年）8月1日：伊那電気鉄道線が飯田線の一部として国有化、鉄道省（後の日本国有鉄道）の駅となる[2][3]。
- 1971年（昭和46年）12月1日：貨物取扱廃止（旅客駅化）[2]。
- 1978年（昭和53年）10月：旧下りホーム使用停止[1]。
- 1984年（昭和59年）2月24日：業務委託駅化。
- 1985年（昭和60年）3月14日：荷物扱い廃止[2]。
- 1987年（昭和62年）4月1日：国鉄分割民営化に伴い、JR東海の駅となる[2][4]。
- 2013年（平成25年）4月1日：窓口廃止、無人駅化[5]。

## 駅構造

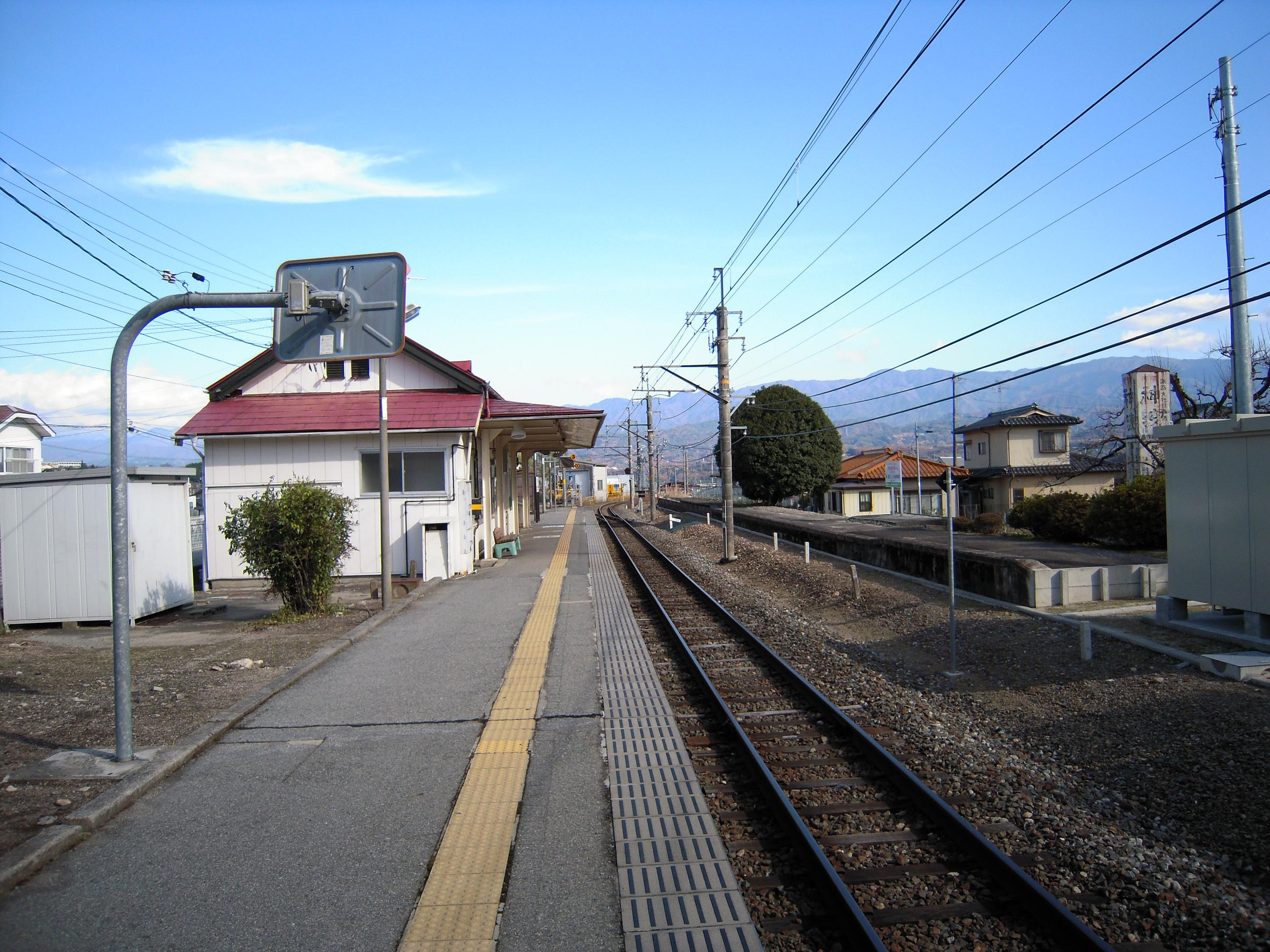
ホーム（2009年11月）

単式ホーム1面1線を有する地上駅。かつては相対式ホーム2面2線であった。使用されていないホームが残っているが、線路は撤去されている。
飯田駅管理の無人駅。2013年3月までは東海交通事業の職員が業務を担当する業務委託駅で、JR全線きっぷうりばも設置されていた（早朝・夜間は無人だった）。かつて、構内に伊那谷駅弁株式会社が経営する立ち食いそば屋があったが、現在は撤去されている。

## 入場券について

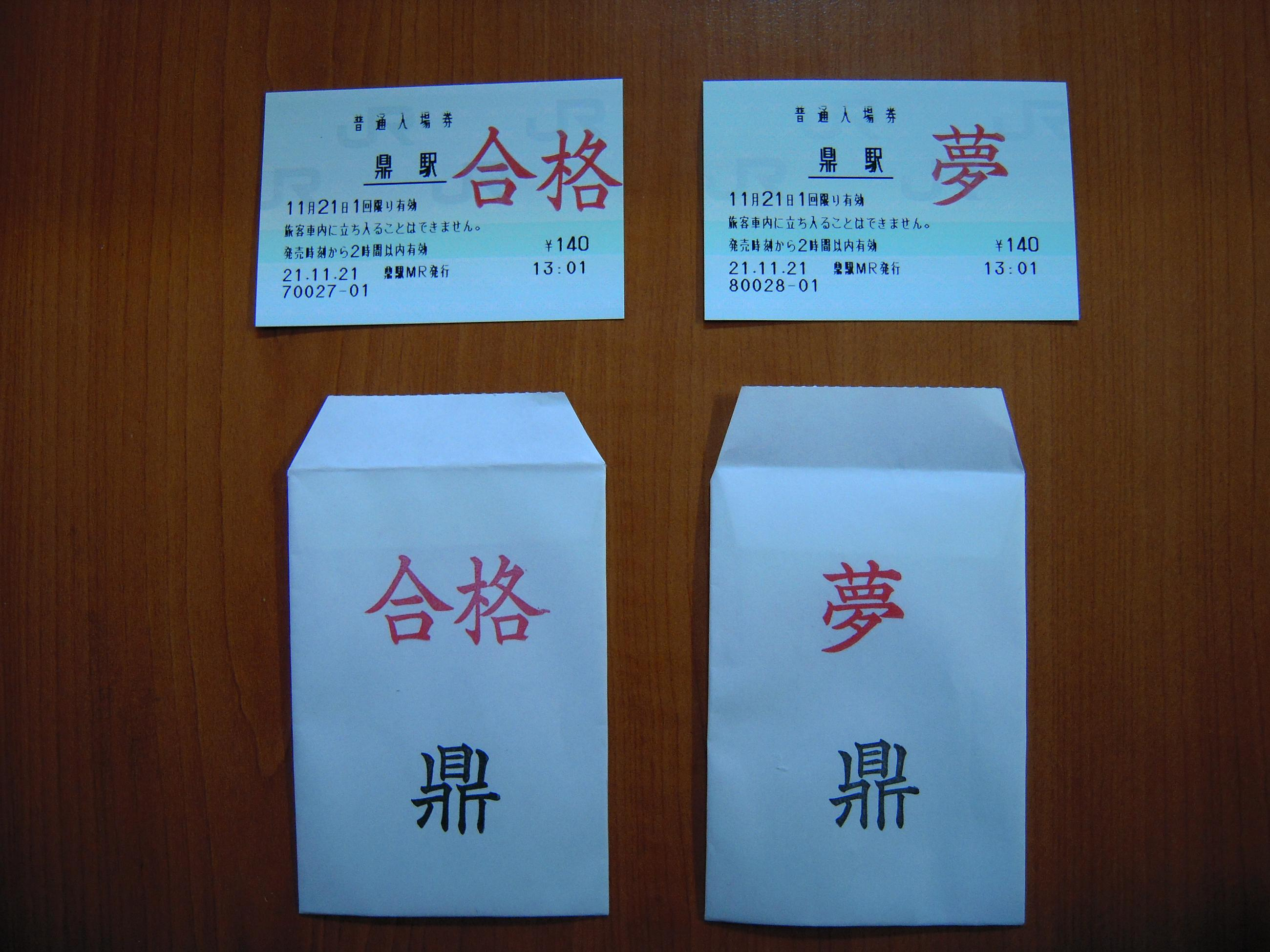
有人駅時代の入場券（2009年11月）

鼎駅では「願いをかなえる」と言う語呂から、入場券はお守りとして人気があった。硬券は既に無く、マルス端末発行の入場券だが、窓口で「合格」・「夢」等のスタンプを押して、紙袋を添えていた。
しかし、2013年4月1日の無人駅化に伴い、当初は飯田駅で販売する案もあったが、在庫限りで販売が終了することとなった。
その後、2017年から飯田駅で毎年受験シーズンに限り、鼎駅 - 桜町駅の乗車券購入者に対して特製台紙を配布している。

## 利用状況
1日平均乗車人員は以下の通り。
| 乗車人員推移 | 乗車人員推移 |
| 年度         | 1日平均人数  |
| ------------ | ------------ |
| 2003         | 747          |
| 2004         | 701          |
| 2005         | 642          |
| 2006         | 609          |
| 2007         | 573          |
| 2008         | 567          |
| 2009         | 506          |
| 2010         | 512          |
| 2011         | 492          |
| 2012         | 509          |
| 2013         | 593          |
| 2014         | 579          |
| 2015         | 574          |
| 2016         | 572          |
| 2017         | 620          |
| 2018         | 642          |

## 駅周辺
- 鼎駅前バス停（信南交通）
- 飯田市鼎自治振興センター
- 健和会病院[1]
- 長野県飯田OIDE長姫高等学校
- 長野県下伊那農業高等学校
- 飯田市立鼎小学校
- 飯田市立鼎中学校
- キラヤ鼎店
- 飯田市立鼎図書館
- アピタ飯田店
- 飯田市立病院

## 隣の駅
東海旅客鉄道（JR東海）
CD 飯田線
下山村駅 - 鼎駅 - 切石駅